# Дурле
Дурле́ (фр. Dourlers) — коммуна во Франции, регион О-де-Франс, департамент Нор, кантон Авен-сюр-Эльп.
Население (2017) — 569 чел.